# Rhynochetos jubatus

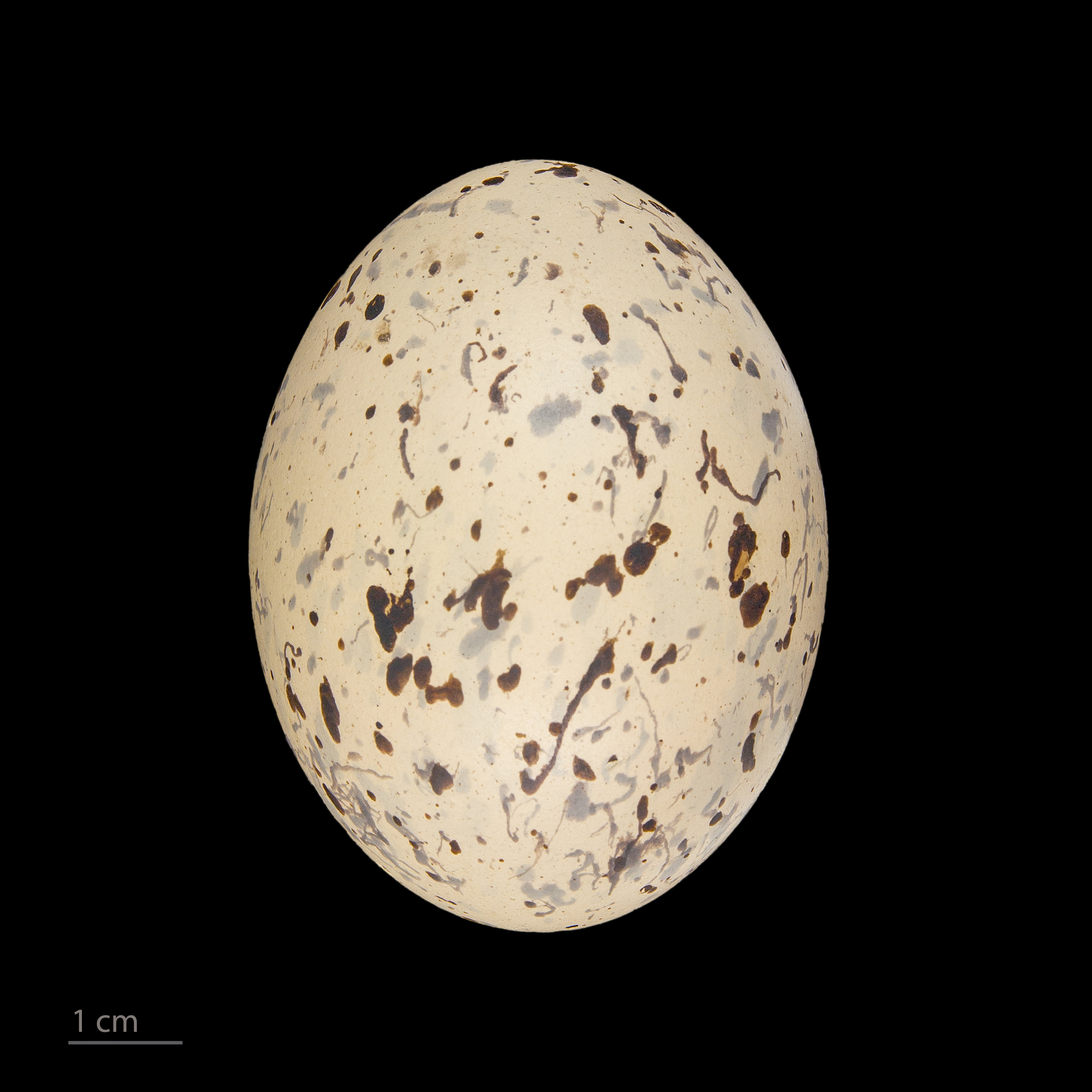
Rhynochetos jubatus - MHNT

El kagú (Rhynochetos jubatus) es una especie de ave del clado Eurypygiformes de la familia Rhynochetidae. Es la única especie de su familia y género, y no se reconocen subespecies. Solo se encuentra en los bosques montañosos densos de Nueva Caledonia. Casi no vuela. Confecciona un nido de ramitas molidas, poniendo un solo huevo. Es vulnerable a las ratas  y gatos introducidos, y está amenazado de extinción. El hábitat remoto y rareza de esta especie hace que sean poco conocidos sus hábitos.

## Características
Su plumaje es extraordinariamente luminoso para un ave que vive en el suelo del bosque: gris ceniza y blanco coloreado. Sus plumas le ayudan a mantenerse seco y lo aíslan del clima tropical de Nueva Caledonia.
Posee una cresta que usa sólo como advertencia y que despliega ante otros individuos de la misma especie. Casi no vuela, usa sus alas para los despliegues, y se mueve rápidamente en el bosque.
Posee patas y pico de un color rojo luminoso, tiene ojos grandes en la parte anterior del cráneo, que le dan visión binocular, útil para encontrar sus presas entre la hojarasca y ver en la oscuridad del bosque. 
El kagú produce un rango de sonidos diferentes, la mayoría normalmente por la mañana, cada dúo dura aproximadamente 15 minutos.